# Thomas Robert Bugeaud
Thomas Robert Bugeaud, francoski maršal, * 15. oktober 1784, Limoges, † 10. junij 1849, Pariz.